# Haunting Fear
Pour plus de détails, voir Fiche technique et Distribution.
Haunting Fear est un film d'horreur américain sorti en 1990, écrit et réalisé par Fred Olen Ray, avec Brinke Stevens, Jan-Michael Vincent et Jay Richardson. Le scénario a été écrit par Fred Olen Ray d’après la nouvelle classique d’Edgar Allan Poe Enterrement prématuré, lors de la résurgence de films inspirés par les œuvres cauchemardesques d’Edgar Allan Poe.

## Synopsis
Victoria Munroe (Brinke Stevens), une riche héritière, n’arrive plus à dormir, car elle fait des cauchemars où elle est enterrée vivante. Elle devient tourmentée jour et nuit par la peur irrationnelle d’être enterrée vivante. En proie à des visions de mort, dans son désarroi elle est persuadée qu’elle va se retrouver sur la table d’un croque-mort. Son mari Terry (Jay Richardson) s’en soucie peu, car il a ses propres problèmes. Il poursuit secrètement une liaison avec sa secrétaire, Lisa (Delia Sheppard), mais de plus il s’inquiète de ne pas pouvoir rembourser une énorme dette de jeu envers l’usurier Visconti, qui a mis le flic corrompu Trent sur sa trace. Si Terry pouvait simplement mettre la main sur l’argent de Victoria d’une manière ou d’une autre, il pourrait rembourser sa dette et vivre avec Lisa. Tous deux ont concocté un plan diabolique pour déposséder Victoria de sa fortune familiale.
Terry oblige Victoria à aller voir le Dr Carlton, qu’elle blâme pour la mort de son père. Elle consulte le médecin et il lui prescrit des médicaments pour l’aider à dormir, mais cela ne fait qu’amplifier ses craintes. Incapable de l’aider, le Dr Carlton demande au Dr Harcourt d’essayer de déverrouiller le blocage mental de Victoria avec l’hypnose. Grâce à des séances hypnotiques sous la direction de la thérapeute New Age Karen Black, Victoria réalise sa régression vers des vies antérieures. Cela réveille en elle des souvenirs longtemps réprimés. Elle apprend alors qu’elle a effectivement été enterrée vivante dans une existence antérieure. 
Malgré son soulagement face à cette découverte, ses soucis ne sont pas terminés. Vicky est poussée plus loin dans la folie par son mari et sa maîtresse Lisa. Lisa propose de tuer Victoria pour obtenir son argent. Son mari cupide et infidèle complote alors pour l’assassiner, en s’aidant de ses délires paranoïaques. Terry espère que son nouveau médicament lui donnera une crise cardiaque et que ses souhaits se réaliseront bientôt lorsqu’elle semblera être morte. Il va jusqu’au bout de son plan, consistant à la placer dans une boîte scellée pendant qu’elle dort, espérant que cela la fera mourir de peur. Cependant, la tentative d’assassinat tourne mal. Victoria a été enterrée prématurément. Elle parvient à se libérer et, devenue complètement folle, elle revient pour se venger de son mari adultère, le poursuivant avec un couteau.

## Distribution
- Brinke Stevens : Victoria Munroe
- Jan-Michael Vincent : Détective James Trent
- John Henry Richardson : Terry Munroe
- Delia Sheppard : Lisa
- Karen Black : Dr. Julia Harcourt
- Robert Clarke : Dr. Carlton
- Robert Quarry : Visconti
- Michael Berryman : croque-mort
- Hoke Howell : cadavre du père
- Greta Carlson : la fille de Visconti
- Mark Thomas McGee : employé de la morgue #1
- Jeff Yesko : employé de la morgue #2[3]

## Production
Le tournage du film a eu lieu à Los Angeles, en Californie, aux États-Unis, pour un budget estimé à 115 000 $ US. Le film est sorti en mars 1991 aux États-Unis, son pays d’origine.

## Réception critique
Haunting Fear recueille un score d’audience de 40% sur Rotten Tomatoes.